# Lage (Noordrijn-Westfalen)
Lage is een stad en gemeente in de Duitse deelstaat Noordrijn-Westfalen, gelegen in de Kreis Lippe. De gemeente Lage telt 34.885 inwoners (31 december 2020) op een oppervlakte van 76,04 km².

Stadsdelen van Lage
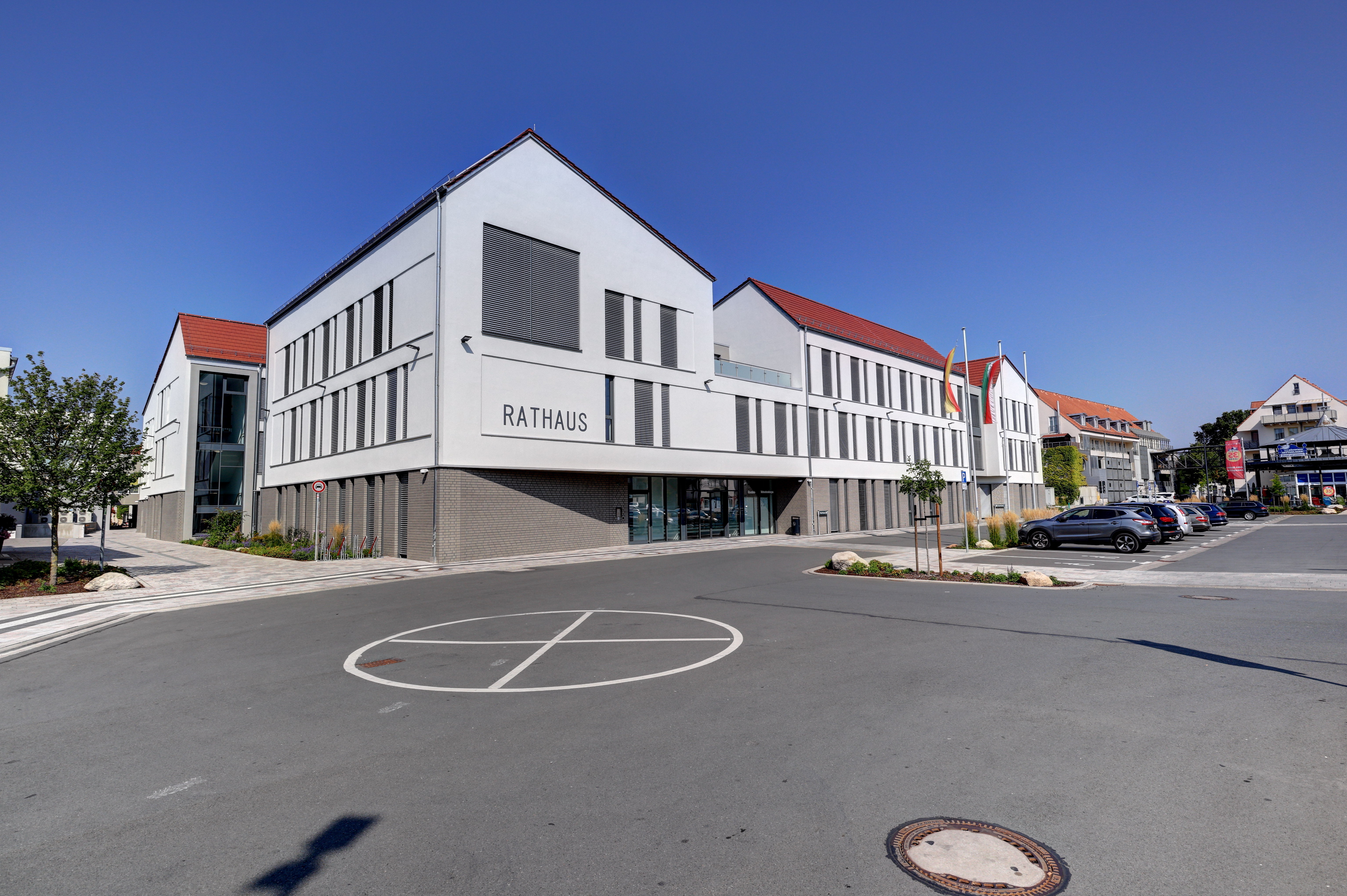
Gemeentehuis

De gemeente Lage bestaat uit de volgende kernen (tussen haakjes het aantal inwoners per Ortsteil eind 2020):
| - Billinghausen (1.847) - Ehrentrup (3.058) - Hagen (2.060) - Hardissen (2.105) | - Hedderhagen ( 44) - Heiden (2.139) - Heßloh (174) - Hörste (2.664) | - Kachtenhausen (2.009) - Lage (13.114) - Müssen (2.892) - Ohrsen (1.204) | - Pottenhausen (1.104) - Waddenhausen (2.220) - Wissentrup (629) |

Gemeentetotaal, volgens de website van de gemeente Lage, ultimo 2020: 37.262.

## Ligging, verkeer, vervoer
In Lage kruisen twee Bundesstraßen: 
- De B 66 van Lemgo 9 km noordoostelijk van Lage, de andere kant op naar afrit 27 van de Autobahn B2 13 km westelijk, en dan nog verder westelijk naar Bielefeld, waarvan het centrum 20 km van Lage verwijderd is.
- de B 239, zuidoostelijk naar Detmold (9 km) en noordwestelijk naar Bad Salzuflen 9 km, en dan nog 5 km door de buitenwijken van die plaats naar de A2, en nog 5 km verder naar Herford.

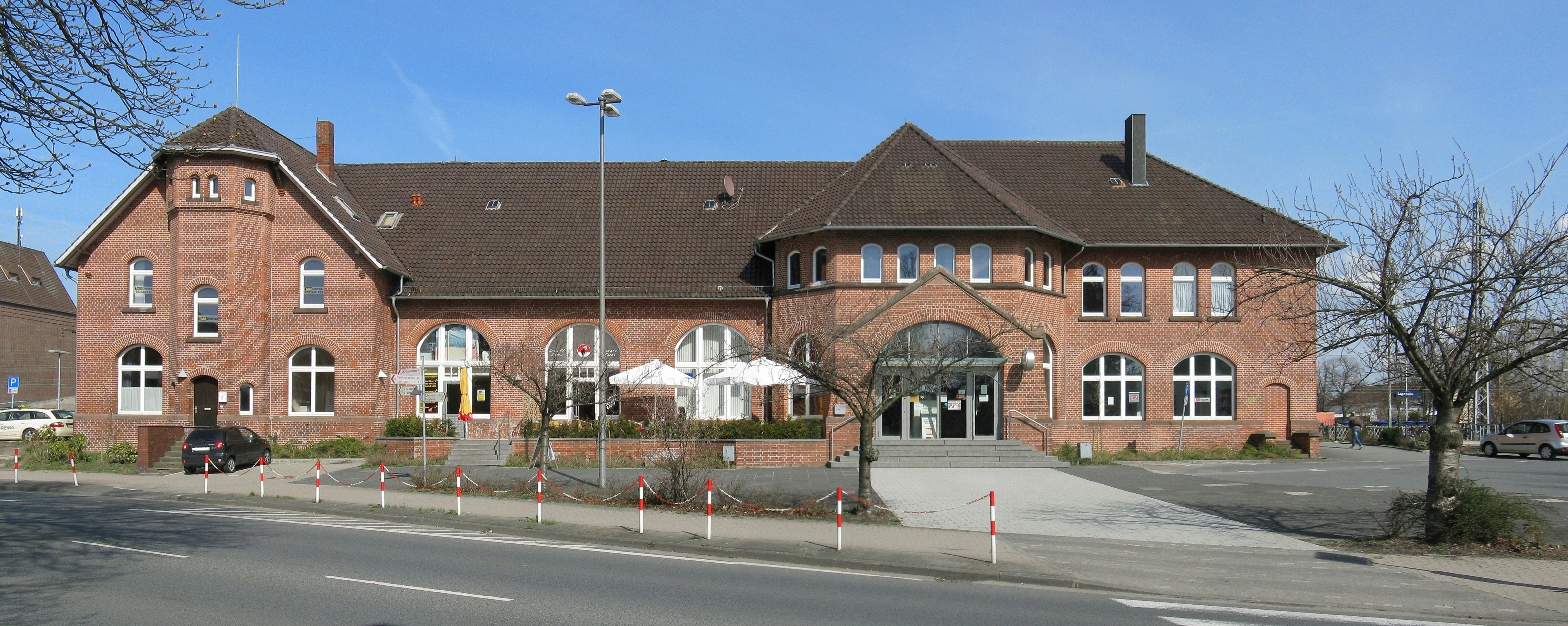
Station

Bij station Lage kruisen twee regionale spoorlijnen elkaar: Lemgo - Bielefeld (zie: spoorlijn Lage - Bielefeld) en Herford - Detmold (zie: spoorlijn Herford - Himmighausen).
Lage beschikt over een streekbusstation nabij het spoorwegstation.

## Economie
De omgeving van Lage is vrij sterk agrarisch van karakter. Er worden veel suikerbieten verbouwd. Sinds 1884 heeft Lage een suikerfabriek, die o.a. de Duitse tak van het Coca-Cola-concern als grote klant heeft.
De gemeente ligt op korte afstand van grote steden in de omgeving, zoals Bielefeld, wat midden- en kleinbedrijf, maar ook forensen aantrekt.

## Geschiedenis
Aan de grote weg naar Detmold liggen enige grote zwerfstenen, de Johannissteine. Archeologisch onderzoek heeft het voor waarschijnlijk gemaakt, dat in de prehistorie mensen hier groeven in maakten en er gaten in boorden, waar stokken in geplaatst werden. Dit diende, om de stand van de zon, en misschien ook van de maan en sterren te kunnen observeren. De stenen hadden dus wellicht een functie als een soort kalender.
Lage is genoemd naar een laagte; de plaats ligt relatief laag, in het dal van de Werre. 
In 1274 werd bij een voorde in de Werre de St. Johanniskirche gebouwd. De plek eromheen ontwikkelde zich tot een regionale marktplaats.
Lage zelf verwierf in 1843 het stadsrecht van de Pruisische regering. Van 1909 tot 1979 was nabij Lage een steenfabriek in bedrijf (thans industrieel museum).
Op 18 juni 1979 gebeurde in stadsdeel Hagen een ernstig vliegtuigongeluk. Een gevechtsvliegtuig, waarvan de piloot, om de vader van de co-piloot te begroeten, boven diens huis een extra bocht wilde vliegen, en toen onverwachts met een technisch defect aan het vliegtuig geconfronteerd werd, stortte in een huis neer. Daarbij vielen 7 doden, inclusief de bemanning.

## Bezienswaardigheden
- De Markt- of Johanniskirche (nu evangelisch-luthers) midden in Lage werd in de 15e eeuw tot een drieschepige hallenkerk uitgebouwd, en heeft een bezienswaardig, vroeg 18e- eeuws barok-orgel. De kerk heeft 1 kerkklok, die in 1518 gegoten is. Van de vele vakwerkhuizen die rond 1900 in het oude Lage stonden, zijn er helaas slechts enkele, verspreid in het stadje, bewaard gebleven.
- De middeleeuwse dorpskerk in Heiden, ten oosten van Lage zelf, en de groep vakwerkhuizen daaromheen
- De ten noorden van het centrum gelegen voormalige steenfabriek, nu museum Ziegelei Lage, met ook aandacht voor de geschiedenis van de Wanderziegler (seizoenarbeiders, die evenals de hannekemaaiers tussen 1650 en 1900 naar o.a. Nederland en Denemarken trokken om daar in de zomer in steenbakkerijen te werken).
- Door Lage loopt de route van diverse langeafstandsfietsroutes.
- Lage ligt niet meer dan 5 à 7 km ten noorden van het beboste heuvelland Lippischer Wald, het noordoostelijkste deel van het Teutoburger Wald. Ook het bekende  Hermannsdenkmal (op het grondgebied van Detmold) ligt slechts ca. 12 km van Lage verwijderd. Stadsdeel Hörste, dat, 9 km ten zuiden van Lage zelf, in dit heuvelgebied ligt, heeft de status van Luftkurort.
- Schloss Iggenhausen (stadsdeel Pottenhausen) is een markant gebouw, dat dateert uit het midden van de 19e eeuw. Het is door een adellijke familie bewoond en niet te bezichtigen.

## Galerij

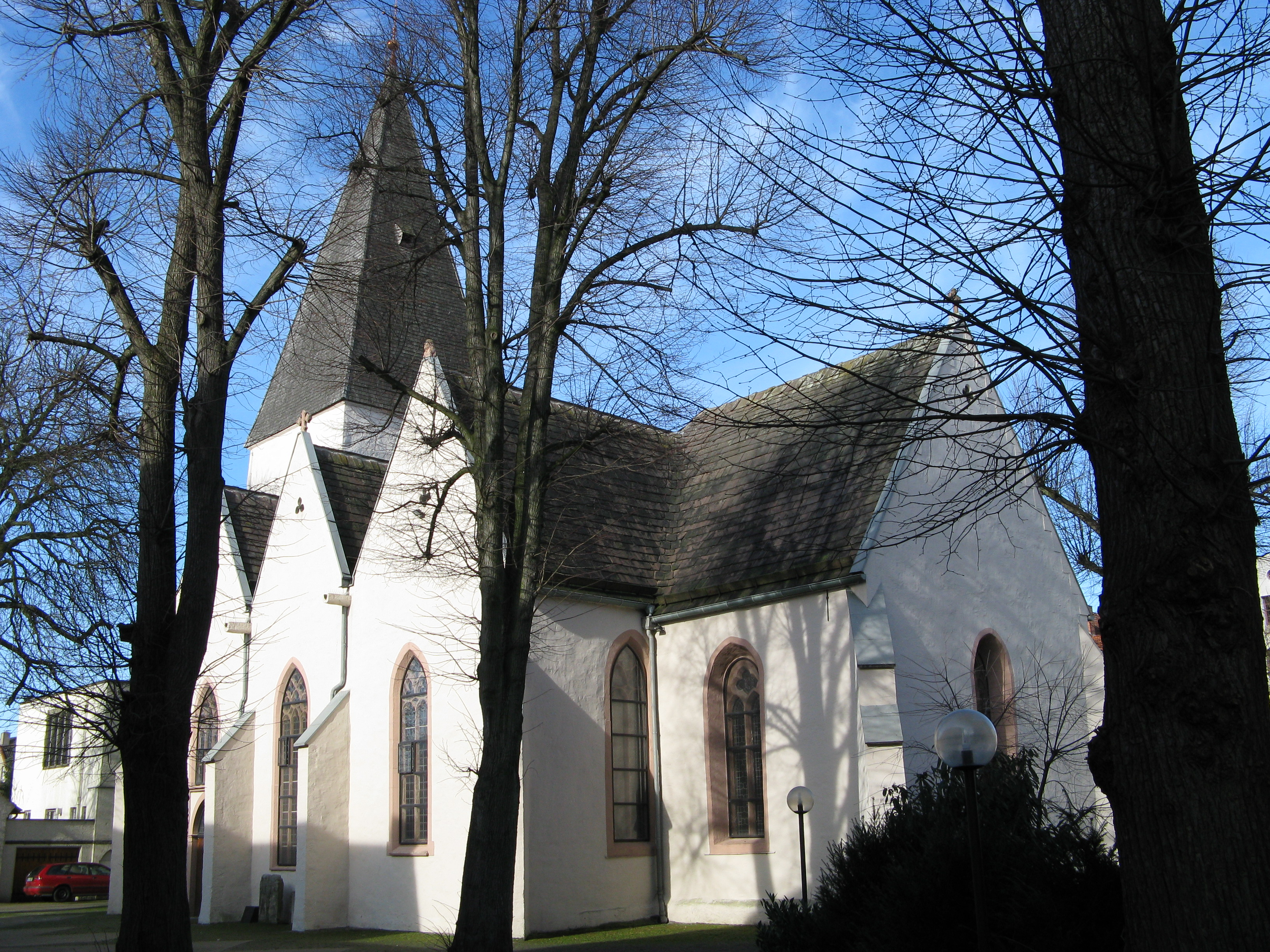
Markt- of Johanniskerk
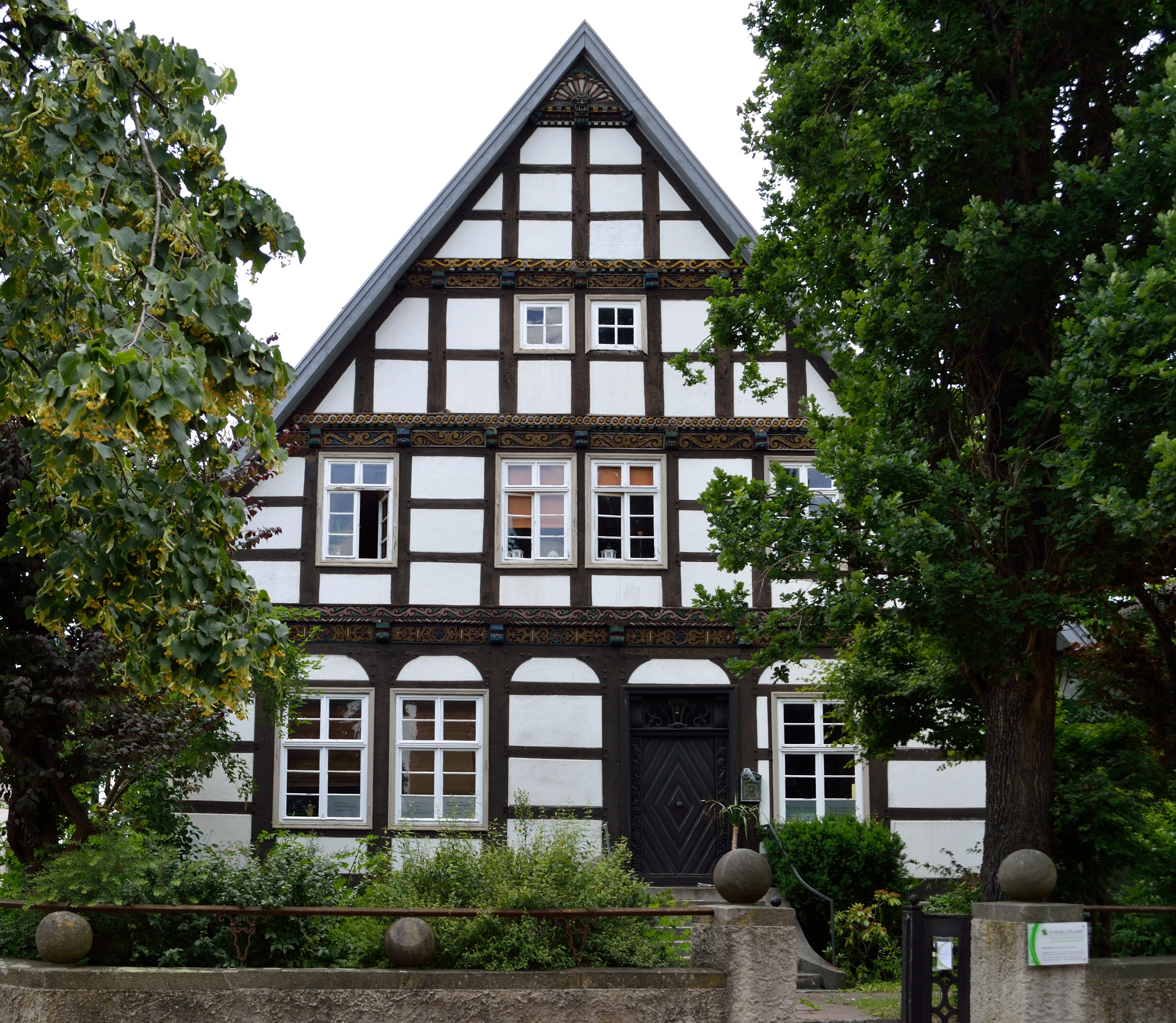
Vakwerkhuis Bergstraße 23
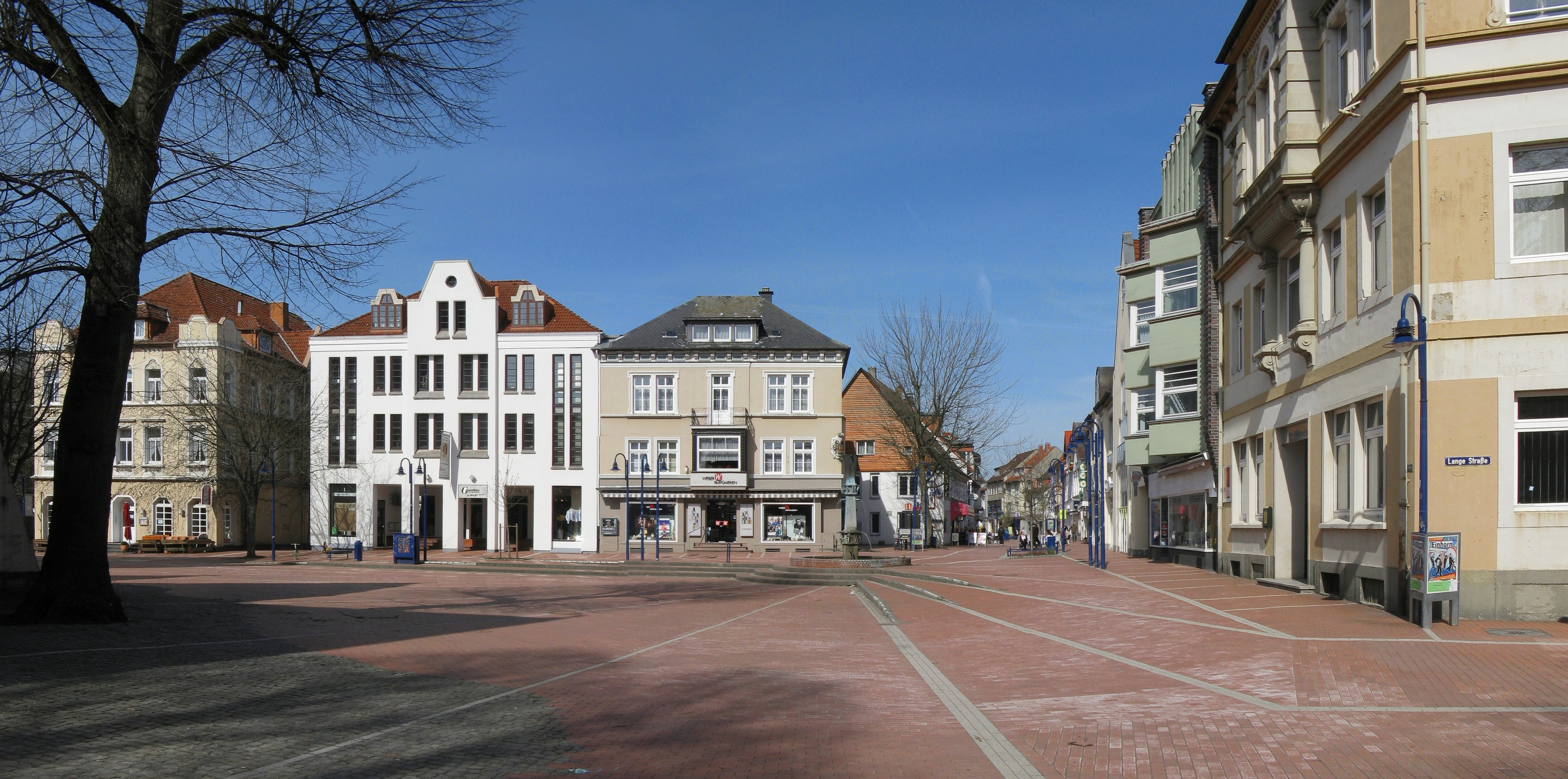
Bergstraße
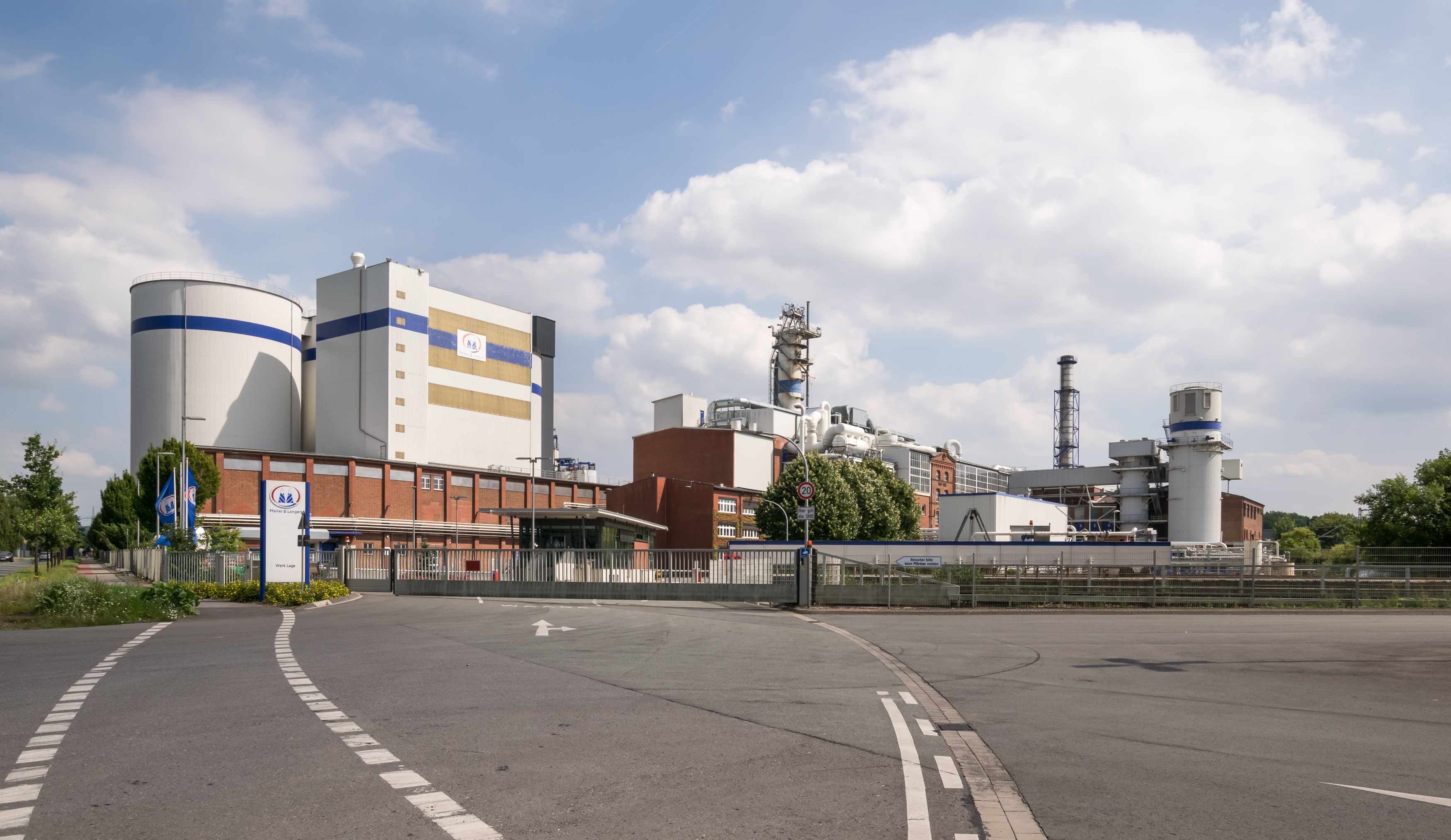
Suikerfabriek
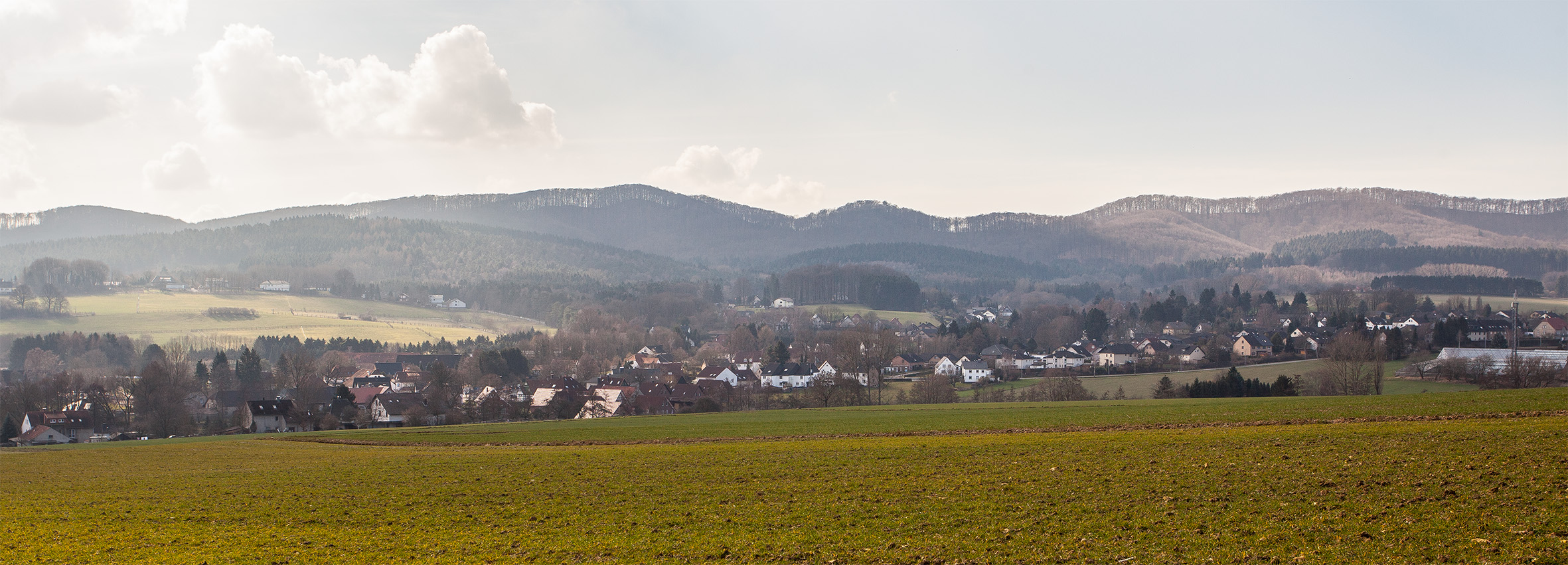
Gezicht op Hörste (links) en Stapelage (rechts). Op de achtergrond het Teutoburger Woud.
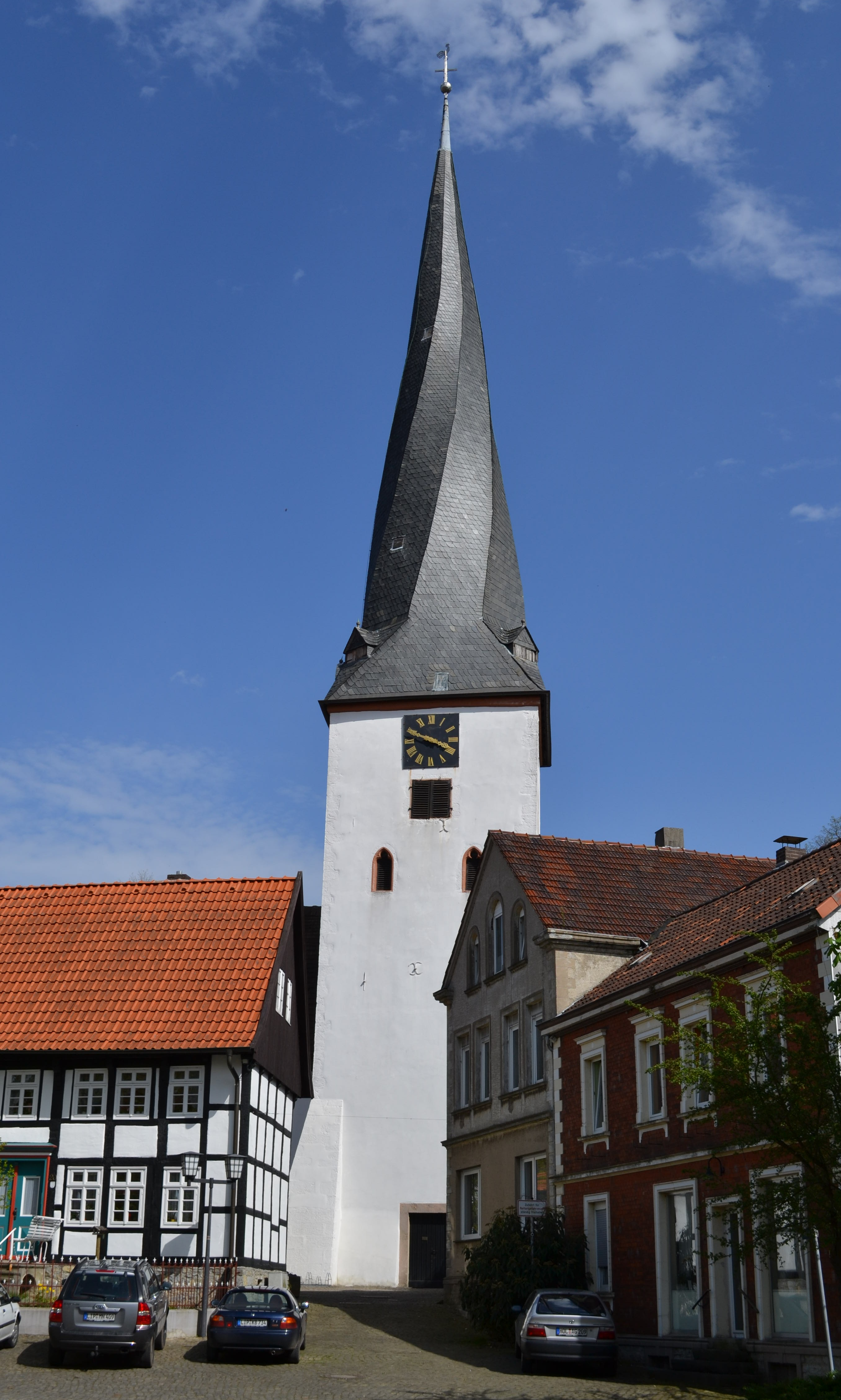
Kerk van het dorp Heiden

## Partnersteden
Lage onderhoudt jumelages met:
- Sankt Johann im Pongau (Oostenrijk)
- Horsham (Engeland).

Augustdorf · Bad Salzuflen · Barntrup · Blomberg · Detmold · Dörentrup · Extertal · Horn-Bad Meinberg · Kalletal · Lage · Lemgo · Leopoldshöhe · Lügde · Oerlinghausen · Schieder-Schwalenberg · Schlangen